# Дайамантина (графство)
Дайамантина (англ. Shire of Diamantina) — район местного самоуправления в юго-западной части штата Квинсленд, Австралия.

## География
Дайамантина является одним из самых больших районов Квинсленда. Его площадь — 94, 731 км2. Административный центр — Бедури. На территории района находятся три национальных парка: Симпсон-дезерт, Астребла Даунс и Дайамантина.

## Климат
Средняя температура составляет 27 °С. Самый теплый месяц — январь при средней температуре 35 °C, а самый холодный июнь — при средней температуре 16 °C. Среднее количество осадков составляет 196 миллиметров в год. Самый влажный месяц — февраль (58 мм осадков), а самый сухой — август — (2 мм осадков).

## Состав района
- Бедури — административный центр района
- Бетута[англ.]
- Бердсвилл

## Население
В 2018 году население района составило 292 человека.
| 1879 | 1933 | 1947 | 1954 | 1961 | 1966 | 1971 | 1976 | 1981 | 1986 | 1991 | 1996 | 2001 | 2006 | 2016 | 2018 |
| ---- | ---- | ---- | ---- | ---- | ---- | ---- | ---- | ---- | ---- | ---- | ---- | ---- | ---- | ---- | ---- |
| 1135 | 214  | 234  | 239  | 327  | 321  | 280  | 255  | 366  | 302  | 332  | 415  | 440  | 401  | 291  | 292  |